# Датинська сільська рада
| Датинська сільська рада — колишня адміністративно-територіальна одиниця та орган місцевого самоврядування у Ратнівському районі Волинської області з адміністративним центром у с. Датинь. Припинила існування 10 листопада 2017 року через об'єднання до складу Велимченської сільської територіальної громади Волинської області. Натомість утворено Датинський старостинський округ при Велимченській сільській громаді. Водоймища на території, підпорядкованій даній раді: річка Турія. Сільській раді були підпорядковані населені пункти: - с. Датинь - с. Запілля |

## Склад ради
Рада складалась з 16 депутатів та голови.

### Керівний склад ради
| ПІБ                    | Основні відомості                                                 | Дата обрання | Дата звільнення |
| ---------------------- | ----------------------------------------------------------------- | ------------ | --------------- |
| Гуд Іван Володимирович | Сільський голова, 1960 року народження, освіта                    | 26.03.2006   | 31.10.2010      |
| Гуд Іван Володимирович | Сільський голова, 1960 року народження, освіта вища, безпартійний | 31.10.2010   |                 |

Примітка: таблиця складена за даними джерела

## Населення
Згідно з переписом УРСР 1989 року чисельність наявного населення сільської ради становила 1347 осіб, з яких 659 чоловіків та 688 жінок.
За переписом населення України 2001 року в сільській раді мешкало 1040 осіб.

### Мова
Розподіл населення за рідною мовою за даними перепису 2001 року:
| Мова       | Відсоток |
| ---------- | -------- |
| українська | 99,81 %  |
| російська  | 0,19 %   |